# La ragazza che sapeva troppo (film 1963)
La ragazza che sapeva troppo è un film del 1963, diretto da Mario Bava; fu la sua ultima pellicola realizzata in bianco e nero.
È generalmente considerato come il capostipite del giallo all'italiana.

## Trama
L'americana Nora Davis arriva in Italia per trascorrere una vacanza, ma fin dal suo sbarco a Roma le cose prendono una piega spiacevole, quando in aeroporto il suo vicino di posto in aereo, con cui ha fatto conoscenza, viene arrestato per traffico di droga. 
È solo l'inizio, perché l'attende una prima notte che si rivela un autentico incubo: l'anziana signora che la ospita ha un malore fatale, Nora esce in cerca di aiuto e in una Trinità dei Monti deserta viene derubata, subisce un colpo alla testa e crede di assistere ad un omicidio, prima di perdere conoscenza.
Nora si risveglia in ospedale, dove il suo racconto dell'omicidio è preso per vaneggiamenti da ubriaca o pazza. Per sua fortuna è presente anche il dottor Marcello Bassi, che assisteva la sua anziana ospite e ha avuto modo di conoscerla al suo arrivo. Al funerale Nora conosce un'amica della defunta, Laura Craven-Torrani, che le offre di occupare la propria casa, durante la sua assenza per un viaggio in Svizzera, dal marito. È proprio in quella casa che la giovane scopre, attraverso dei ritagli di giornale, che un delitto identico a quello a cui ha assistito è avvenuto davvero, anni prima, ad opera del cosiddetto killer dell'alfabeto (i cognomi delle sue tre vittime avevano iniziali consecutive), e la vittima è stata la sorella di Laura. È possibile quindi che lei abbia avuto una sorta di visione di quanto avvenuto in passato.
Mentre Marcello tenta di distrarla facendole visitare Roma e si innamora di lei, Nora, appassionata di letteratura poliziesca, è invece ben decisa a scoprire la verità sul presunto delitto di cui è convinta di essere stata testimone. Le sue indagini la portano a Andrea Landini, il giornalista che a suo tempo aveva seguito le vicende del killer dell'alfabeto, il quale aveva contribuito, con i suoi articoli, a far arrestare un uomo ma poi, convinto della sua innocenza, era stato ossessionato dal desiderio di scagionarlo fino a farsi licenziare.

I due protagonisti Letícia Román e John Saxon in una delle inquadrature "turistiche" del film.

Quando Landini viene ritrovato morto, apparentemente suicida, con una confessione battuta alla sua macchina da scrivere, sembra sia tutto finito. A questo punto, la ragazza sta per tornare in America, ma poi vede sul giornale la foto della vittima dell'omicidio a cui ha effettivamente assistito, il cui corpo è stato appena ritrovato, e si imbatte in casa nel professor Torrani, che riconosce come l'uomo visto quella terribile notte, ma che è stato appena accoltellato a morte dal vero assassino che si rivela essere la moglie Laura.
Visibilmente folle, le confessa in tutta tranquillità che le prime vittime erano state del tutto casuali e l'unico vero obiettivo era la sorella, per una banalissima questione ereditaria, e sta per uccidere infine anche lei quando viene però raggiunta da due colpi di pistola sparati dal marito morente.
Lasciati alle spalle quei giorni drammatici, mentre Nora e Marcello ammirano la città dalla terrazza del Pincio, come una qualsiasi coppia di innamorati, la giovane per un momento viene colta dal dubbio che tutta l'orribile vicenda sia stata solo una visione causata dalla sigaretta alla marijuana offertale in aereo.

## Analisi formale
La ragazza che sapeva troppo è il film che fonda il genere giallo italiano. In questo film, secondo Alberto Pezzotta, sono infatti presenti molti espedienti retorici che verranno usati in seguito da altri registi:
1. Il protagonista viene coinvolto nella faccenda per puro caso;
2. L'importanza delle scenografie;
3. L'atmosfera minacciosa;
4. L'enfasi sui rumori;
5. Il fantastico;
6. L'uso delle luci.

## Riferimenti ad altri film
- Il titolo, imposto a Bava (che avrebbe voluto intitolarlo Incubo) dai distributori, si rifà esplicitamente a L'uomo che sapeva troppo di Alfred Hitchcock.
- Le riprese notturne di Roma verranno riproposte in molti film di Dario Argento a partire da L'uccello dalle piume di cristallo.[1]

## Critica
Il film è considerato in tutto il mondo un cult movie. Morando Morandini nel suo Dizionario dei film loda questo "esercizio di regia anche perché la paura e il fantastico non nascono dal buio, dall'ombra, ma dalla luce in un suggestivo bianconero".

## Colonna sonora
I titoli di testa sono accompagnati dalla canzone Furore, cantata da Adriano Celentano, che ritorna poi nel corso del film, in una scena anche distorta dalla velocità errata di riproduzione.